# Antropocentrismo

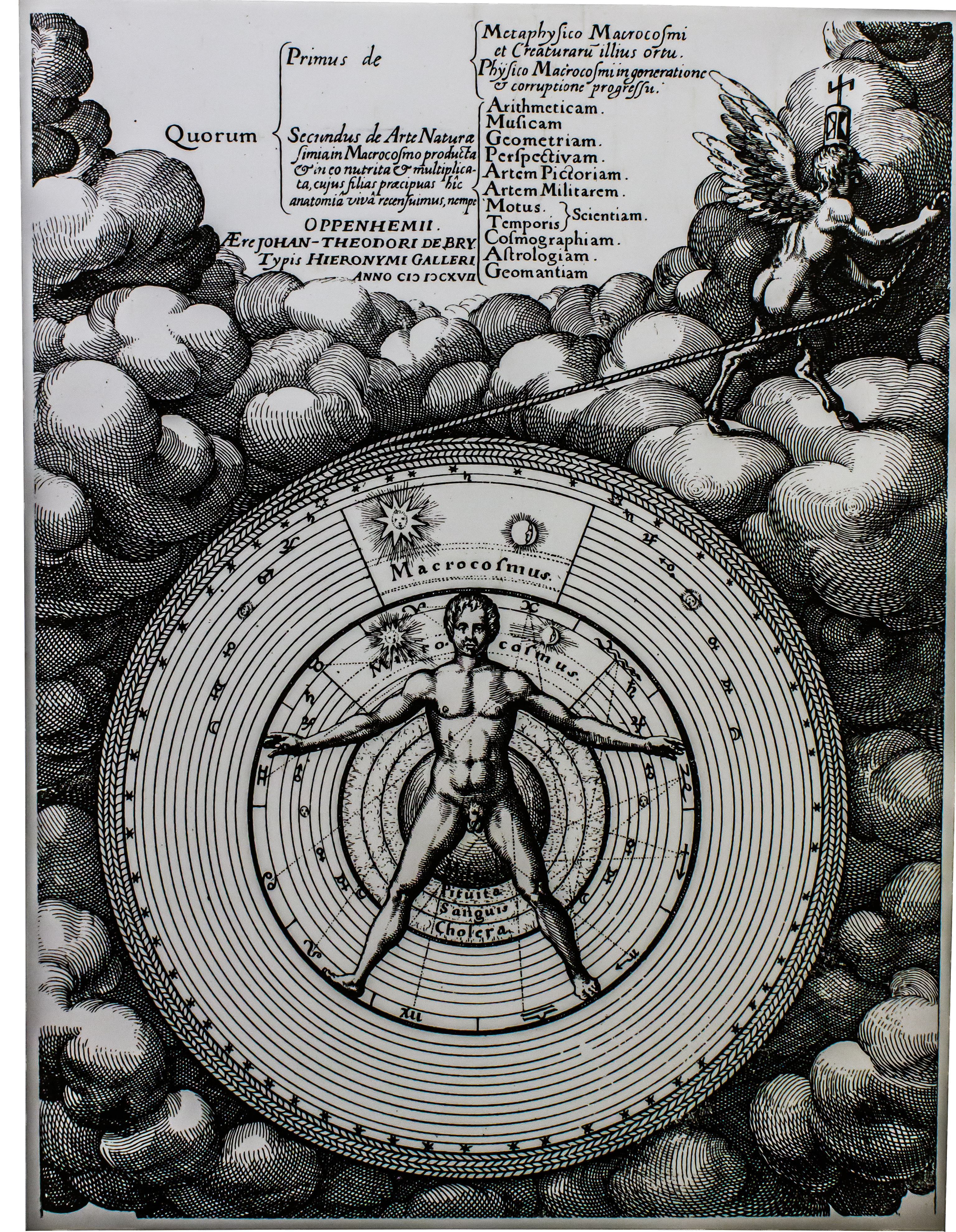
O Homem vitruviano é uma representação do antropocentrismo

Antropocentrismo é uma concepção que considera a humanidade como centro do universo, que é avaliado de acordo com a sua relação com o ser humano. Surgiu como contraponto ao teocentrismo.
As perspectivas intelectuais antropocentristas tomam como único paradigma de juízo as peculiaridades da espécie humana, ampliando indevidamente aspectos da sensibilidade e consciência humanas a todos os eventos e seres, impedindo a percepção e aceitação de informações não relacionadas à humanidade.
O antropocentrismo está ligado à desvalorização das outras espécies no planeta, estando então associado à degradação ambiental.
Um exemplo clássico de antropocentrismo está no criacionismo que, como outras teogonias, coloca o ser humano no centro do universo, postulando que tudo o que existe foi concebido e desenvolvido para servir aos humanos, em um desenho inteligente.
É evidenciado também nas representações, típicas na ficção científica, de extraterrestres e suas linguagens como vagamente humanoides. E na percepção de grande distanciamento intelectual e emocional entre humanos e outros animais, algo contestado pela epistemologia darwiniana.